# Eusynstyela tincta
Eusynstyela tincta är en sjöpungsart som först beskrevs av Van Name 1902.  Eusynstyela tincta ingår i släktet Eusynstyela och familjen Styelidae. Inga underarter finns listade i Catalogue of Life.